# Gracias por el fuego (película)
 Gracias por el fuego es una película argentina dramática de 1984 dirigida por Sergio Renán y protagonizada por Víctor Laplace, Lautaro Murúa, Dora Baret y Bárbara Mujica. Fue escrita por Renán en colaboración con Juan Carlos Gené, según la novela homónima de Mario Benedetti. Fue filmada en Eastmancolor y se estrenó el 5 de abril de 1984.

## Sinopsis
La historia retrata la relación de amor-odio entre un hombre y su padre poderoso e influyente.

## Reparto
- Víctor Laplace … Ramón Budiño
- Lautaro Murúa … Edmundo Budiño
- Dora Baret … Susana de Budiño
- Bárbara Mujica … Dolly de Budiño
- Sergio Renán … Villalba
- Graciela Dufau … Dora
- Alberto Segado … Hugo Budiño
- Nelly Prono … Tía Olga
- Jorge D'Elía … Abella
- Pablo Rago … Ramón Budiño (niño)
- Gabriel Lenn … Gustavo Budiño
- Esther Goris … Mujer agencia publicidad
- Jesús Berenguer
- Salo Vasocchi … Javier
- Adolfo Yannelli
- Felipe Méndez
- Juan Carlos Ricci
- Norberto Pagani
- Armando Capó
- Luis Martínez Rusconi … Operario
- Tita Tamames … Señora que dice "Felicidades"

## Críticas
Jorge Abel Martín en Tiempo Argentino escribió:

«No satisfizo las expectativas, una realización fría y sin vigor.»

La Razón opinó:

«Otra excelente película de Renán.»

Manrupe y Portela escriben:

«Film desparejo y moroso.»

Daniel López en La Voz del Interior opinó:

«Una irregular adaptación de Benedetti…a pesar de los renuncios señalados, una estimulante experiencia del cine argentino que importa.»